# Evropský fond pro regionální rozvoj

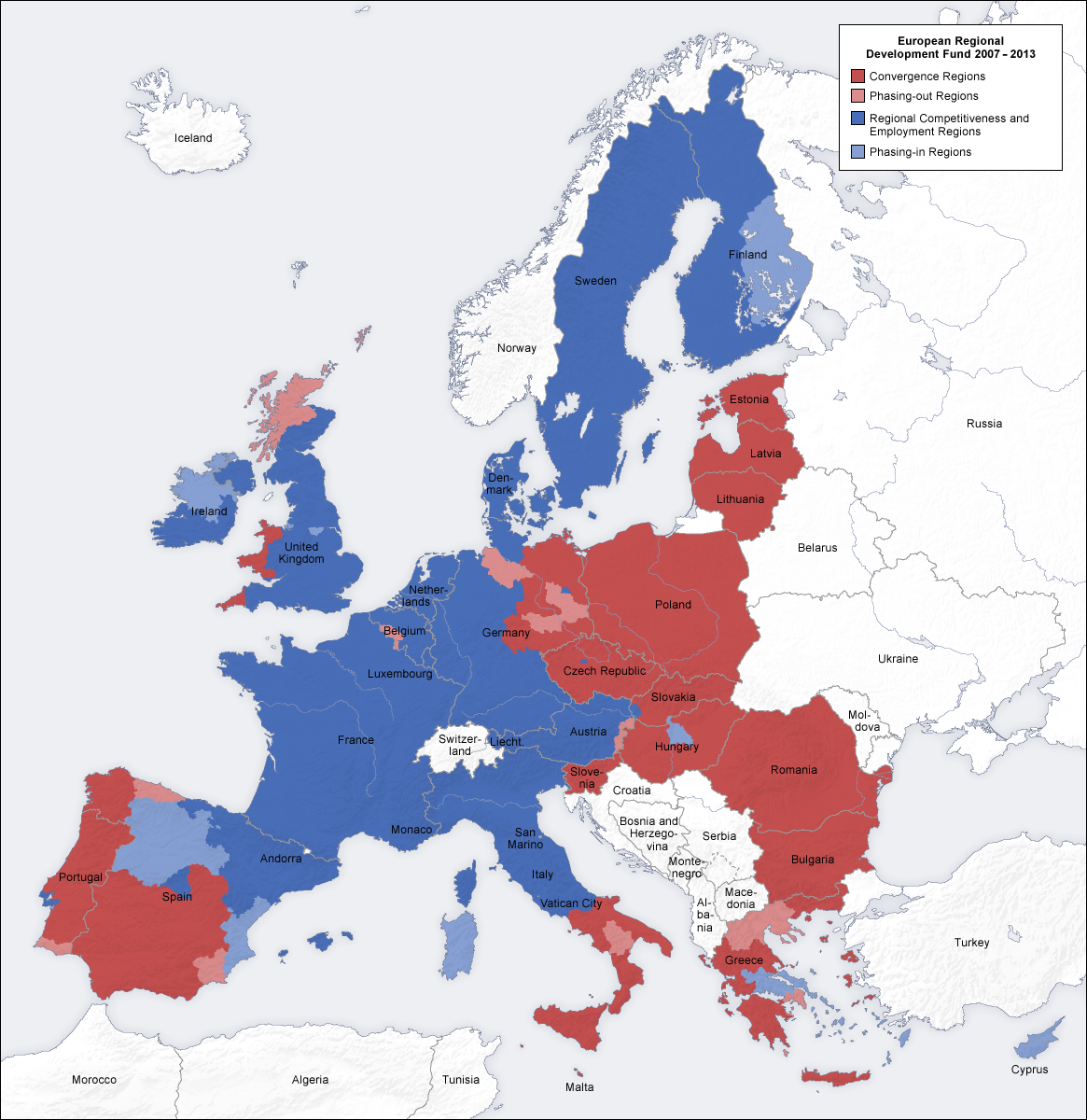
Evropský fond pro regionální rozvoj 2007–2013: Např. jižní Itálie je považována za méně rozvinutý region (HDP na hlavu je nižší než 75% průměru EU).

Evropský fond pro regionální rozvoj (anglicky European Regional Development Fund, zkráceně ERDF) je nejdůležitější ze strukturálních fondů Evropské unie a současně i fond, ve kterém je největší objem financí. Obecným cílem fondu je posílení ekonomické a sociální soudružnosti v Evropské unii, čehož se snaží dosáhnout vyrovnáním rozdílů mezi jednotlivými regiony. Mezi cíle patří zlepšování infrastruktury, podpora nových pracovních míst, podpora malých a středních podniků, rozvoj technologií, ochrana a zlepšování životního prostředí a rozvoj turistiky. Konkrétně se tak z fondu platí výstavba silnic a železnic, odstraňování starých ekologických zátěží regenerace brownfields nebo úpravy říčních koryt. V regionálním měřítku se fond zaměřuje i na rozvoj cestovního ruchu či rekonstrukci historických budov.
V rámci fondu je možné zohledňovat specifické místní podmínky, jako jsou městské oblasti, ale také oblasti z přirozeného hlediska znevýhodněné (odlehlé oblasti, horské či řídce osídlené). Tento fond převážně podporuje investiční projekty.
Fond vznikl v roce 1975 v rámci Evropského společenství, řídí se Nařízením Rady č. 1083/2006 o obecných ustanoveních o Evropském fondu pro regionální rozvoj, Evropském sociálním fondu a Fondu soudržnosti a o zrušení nařízení č. 1260/1999 a Nařízením Evropského parlamentu a Rady č. 1080/2006 o Evropském fondu pro regionální rozvoj a o zrušení nařízení č. 1783/1999.